# ХДУ/ХСУ
ХДУ/ХСУ је политички савез две политичке странке у Немачкој: Хришћанско-демократске уније Немачке (ХДУ) и Хришћанско-социјалне уније Баварске (ХСУ).
Саме странке званично остају потпуно независне са својим руководством, што савез чини неформалним. Међутим, у пракси одбори странака међусобно усаглашавају своје одлуке и имају заједничког кандидата за канцелара, а лидер једне странке обично се позива на партијске конвенције друге странке.